# نوح علم شاه
محمد نوح علم شاه، من مواليد 3 سبتمبر 1980 في سنغافورة، لاعب كرة قدم سنغافوري.
بدأ مسيرته الكروية مع نادي سيمباوانغ رينجرز في عام 1998، ولعب معهم حتى عام 2002، وفي عام 2001 أعير إلى نادي الجيش السنغافوري، ولعب معهم 9 مباريات، وفي موسم 2001/2002 انتقل إلى نادي سيمباوانغ رينجرز، ولعب معهم 47 مباراة وسجل 29 هدف، ومنذ عام 2003 وهو يلعب مع نادي تامبينس روفرز.
منذ عام 2001 وهو يلعب مع منتخب سنغافورة لكرة القدم.

## روابط خارجية
- نوح علم شاه على موقع قاعدة بيانات كرة القدم.إي يو (الإنجليزية)
- نوح علم شاه على موقع ناشيونال فوتبول تيمز (الإنجليزية)
- نوح علم شاه على موقع Soccerway.com (الإنجليزية)
- نوح علم شاه على موقع كووورة